# Actinidia chengkouensis
Actinidia chengkouensis là một loài thực vật có hoa trong họ Dương đào. Loài này được C.Y.Chang mô tả khoa học đầu tiên năm 1980.